# Земя Ван Димен
Земя Ван Димен е първоначалното име, използвано от повечето европейци за остров Тасмания, сега част от Австралия.

## История
Първият европеец, стъпил на брега на Тасмания, е холандския пътешественик Абел Тасман. Той акостира в залива Блекман и по-късно издига холандското знаме в Северния залив, давайки на острова името Антоний ван Дименсланд, в чест на Антониус ван Димен, генерал-губернатор на холандската колония Източна Индия, който изпраща Тасман на неговото изследователско плаване през 1642 г.
Между 1772 и 1798 г. само югоизточната част на острова е посетена. За Тасмания не е било известно, че е остров, докато Матю Флиндърс и Джордж Бас не го обикалят през 1798 – 1799 г., на борда на кораба „Норфолк“.
През 1803 г. островът е колонизиран от Великобритания, която основава тук каторга, под името Земя Ван Димен, и става част от британската колония Нов Южен Уелс. През 1824 г., островът става отделна колония.
През 1856 г., на колонията е предоставено право на самоуправление със свой представителен парламент, и името на острова и колонията е променено на Тасмания.